# Cal Paraire (l'Estany)
Cal Paraire és una casa de planta rectangular que fa cantonada amb el carrer Verdaguer i la Plaça Major del poble de l'Estany (el Moianès). Les úniques dates que es conserven d'aquesta casa són les de les llindes (1792, 1815 i 1884). Havia estat la casa d'un ferrer com demostren alguns elements ornamentals. En aquesta casa hi nasqué el poeta local Felip Graugés i Camprodon (1889-1973).
La façana que dona al monestir té dos portals d'entrada (un obert recentment que serveix com a establiment comercial) i quatre balcons amb reixes de ferro forjat. Destaca el balcó més gran per la seva ornamentació feta amb xapa de ferro datat el 1884 i que fa una al·legoria a l'ofici de ferrer. La façana de la Plaça Major, abans la principal, té un portal rectangular adovellat que avui es troba tapiat. Té una llinda de 1815, força deteriorada, on es veuen encara unes tenalles i el nom "herrero". La coberta és a doble vessant. Recentment s'hi ha obert un terrat que trenca l'estructura original.